# Plebiscito
Un plebiscito es una forma de consulta popular directa sobre temas políticos clave, generalmente planteados como una alternativa entre dos posibilidades.
Nacido en el derecho romano, también ha sido utilizado en la época moderna y contemporánea. En el sentido latino del término, el plebiscito se concibe como un instrumento verdaderamente democrático y no como un tipo de cesarismo.
En su significado más moderno, se definiría como un derivado del referendo que consistiría en aprobar o no aprobar la política de una persona a través de la pregunta formulada en el mismo. Los plebiscitos son vistos como una forma de que un gobierno vaya directamente a consultar a los ciudadanos, sin pasar por intermediarios como es el caso de los partidos políticos. La diferencia entre ambos no está clara, ya que la tendencia a un uso indistinto es cada vez mayor. Un referendo responde a una pregunta, mientras que un plebiscito valida o no a una persona. Ciertos referendos pueden, sin embargo, ser acusados de 'deriva plebiscitaria', cuando los ciudadanos responden (o son invitados a responder) no a la pregunta realmente formulada, sino a quien la formula como fue el caso del general de Gaulle, que llegó a prometer renunciar a la presidencia de la República Francesa si la respuesta a su referendo fuese negativa, transformándolo de hecho en un plebiscito, particularmente durante el referéndum constitucional francés de 1969.

## Etimología
El término deriva del latín plebiscitum, compuesto de plebs ('pueblo, plebe') y de scitum (participio de sciscere, 'decidir, establecer'). Tiene su origen en la Antigua Roma con el significado de 'interrogatorio a la clase social de los plebeyos'.

## Historia

### Antigua Roma
En derecho romano el plebis scitum indica la deliberación de únicamente de los plebeyos reunidos en los concilia plebis. Inicialmente, se trataba de deliberaciones internas, con efectividad limitada solo a los plebeyos. Solo más tarde, tras la aprobación de la lex Hortensia en el 287-286 a. C., se estableció el principio por el cual las decisiones tomadas en los concilia plebis vinculaban a todos los ciudadanos.
El jurista romano Gayo en sus Institutiones da la siguiente definición de plebiscitum comparándolo con la institución de la lex comitialis:
«Lex est quod populus iubet atque constituit; plebiscitum est quod plebs iubet atque constituit»
“La ley es lo que el pueblo ordena y establece; el plebiscito es lo que la plebe ordena y establece”.
(Gayo, Institutiones, I, 3)
En la época imperial, al desaparecer la distinción entre el pueblo y la plebe, también desapareció la diferencia entre el plebiscito y la ley. Los dos términos se usaron cada vez más de manera indistinta, hasta el punto de que la mayoría de las disposiciones legislativas de la época, aunque los juristas romanos las llamaban leyes, en realidad eran plebiscitos.

### Época moderna

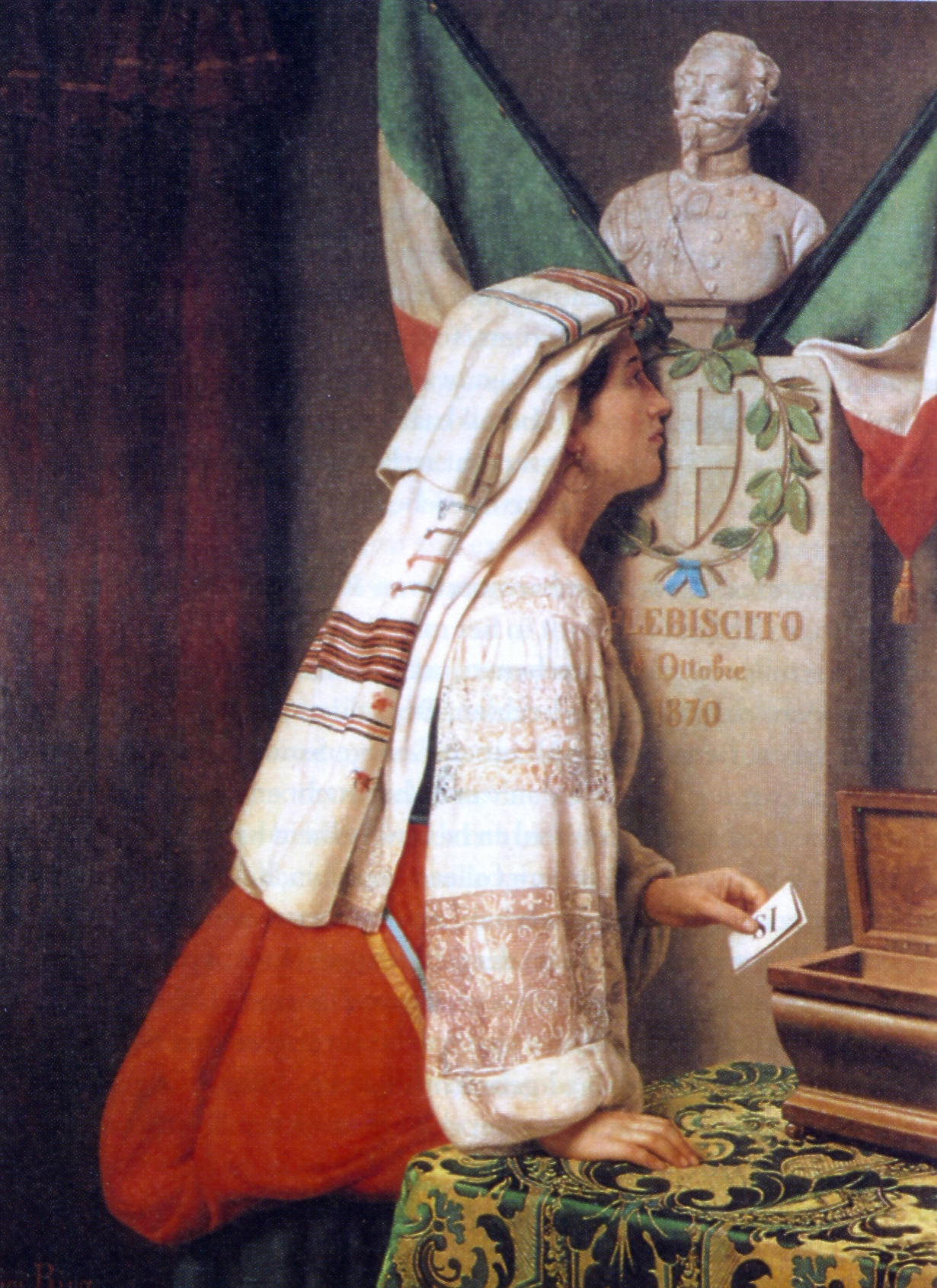
Pintura alegórica del plebiscito de Roma de 1870.

En la época moderna, el término ha conservado el significado de voto popular, distanciándose esencialmente del referendo, ya que el plebiscito es definido principalmente como una elección popular sobre la estructura de un Estado o sobre anexiones territoriales. En un sentido más estricto, comprendería la directa manifestación de la voluntad del pueblo tendente a la creación de un ordenamiento jurídico, una vez establecido que la voluntad popular se manifiesta con el ejercicio del derecho al sufragio en las elecciones o en el referendo, cuando este se admita y en la medida legal en que está permitido.
Después de la Revolución de 1789, el plebiscito fue muy popular en Francia porque fue visto como una expresión de la soberanía popular. En la práctica, históricamente, el plebiscito ha sido utilizado varias veces, como es el caso del plebiscito de 1802, con el que Francia proclamó cónsul vitalicio a Napoleón Bonaparte con un plebiscito, o el plebiscito de 1852, que proclamó emperador a Napoleón III, o los plebiscitos del Risorgimento, o incluso, en tiempos recientes, el plebiscito nacional de Chile de 1988, para tener una legitimidad popular para situaciones de facto, con votaciones muchas veces con un resultado predecible y abrumador. De ahí que el término "plebiscitario" haya entrado en la terminología usual para indicar una votación aprobada por una mayoría muy amplia.